# NGC 2263
NGC 2263 je galaksija u zviježđu Velikom psu.

## Vanjske poveznice
- SEDS: NGC 2263